# 譚國政
譚國政（英語：Davy Tam，1963年12月21日—），香港作曲家、編曲家，曾擔任唱片監製和演唱會監製，於1990年代至2000年代較常與郭富城、湯寶如和草蜢合作。

## 背景
譚國政早年在九龍油蔴地及北角長大，就讀油蔴地天主教小學及英華書院，中三開始到美孚參與溜冰運動，又受英國音樂雜誌影響而接觸西洋音樂，17歲時參加過無綫電視《歡樂今宵》的「似模似樣模仿大賽」；在比賽當中模仿陳百強。他中學畢業後在朋友介紹下到「德福世界」和荔園任職唱片騎師。後來被一位的士高老闆賞識，轉到馬來西亞的「Canton Disco」繼續當唱片騎師1年，1年後跳槽至當地另一間的士高「Hollywood East」。及後回到香港發展，認識了製作人楊振龍的表弟，繼而認識楊振龍，再獲對方推介入職香港Face Records當歌曲混音師，與另一香港混音師 Patrick Delay 共事。1991年，楊振龍為草蜢製作舞曲及唱片，便邀請譚國政參與其中，如是譚國政編排了其首支流行曲曲目《忘情森巴舞》，自此擔任幕後音樂製作人。
1994年，譚國政透過蔡一智認識郭富城，為郭氏任專輯《鐵幕誘惑》唱片監製，往後為不同歌手如鄭秀文、湯寶如等創作歌曲或製作唱片。1990年代末因應盜版問題，他一度北上中國內地尋找發展機會，2000年代為亞洲其他地方如越南的歌手編曲，還早於1999年12月與友人合資經營音樂網頁公司「Beatasia Management」，即「Beatasia.com」，通過CDK（Cloud Development Kit）技術把電腦連接至指定網頁播放音樂。但公司於2003年倒閉，結業前於1999年12月推出了全亞洲首張以CDK格式發行的唱片《新的喝采》。基於成家立室，譚國政其後把工作重心放在香港。
他現為華納/查普爾音樂（Warner Chappell Music）音樂製作人，有份製作發燒碟。由入行至今，他一直都是以自由身身份為唱片公司工作，原因出於不想受到合約制肘，以致不能自由地創作音樂。其較常合作的歌手計有郭富城和草蜢。前者是譚網頁公司「Beatasia」的代言人。後者方面，譚國政曾以「大鼻政」、「曱甴政」以及「衣細政三」3個別名來創作草蜢的歌曲，比如在草蜢1994年的專輯《音樂昆蟲》中參與〈嗲噢!〉一曲的和音部分、〈一加一加一的愛〉一曲則負責掌聲背景聲效製作；1995年專輯《三人主義》中，他參與〈好戲在後頭〉一曲的和音部分、又演出專輯《愛不怕》中〈失眠歌〉一曲的鼻鼾聲效以及於1996年專輯《草蜢音樂店》中〈係好歌〉參與集體合唱部分和〈聽話〉的和音部分。
此外，譚國政在1996年憑電影《四面夏娃》中的配樂入圍競逐第33屆金馬獎「最佳電影音樂」獎。1999年憑電影《風雲：雄霸天下》〈驚變〉一曲獲提名角逐第18屆香港電影金像獎「最佳原創電影歌曲」獎。

## 個人生活
譚國政已婚，育有一子一女，其妻Stefanie Mak是他舊公司「Beatasia」的網絡程式設計員工。他在1995年至2000年5月間曾與歌手湯寶如拍拖兼同居，二人曾計劃於2001年結婚，而對方為譚氏一度淡出幕前。最後因湯寶如發現譚國政在派對上與第三者一起而分開，並召開記者會指責譚國政的所為。

## 作品列表
*以下列表只記錄譚國政的作品，若有遺漏，請協助補充相關資料。
1991年
| |                                                                              |
| - 吳婉芳 - 不檢點（編） - 林憶蓮 - 再生戀（Multi-Dimensional Mix）（編） - 草 蜢 - 半點失戀半點心 Mega Mix（編） - 草 蜢 - 忘情森巴舞（編） | - 草 蜢 - 我要她（編） - 劉德華 - 感情用事（編） - 劉德華 - 今晚沒藉口（編） |

1992年
| | |
| - 草 蜢 - 忘情森巴舞Part I之街頭三霸王（編） - 草 蜢 - 又愛又恨又抵死（編） - 草 蜢 - 憑什麼之憑什麼Rap我（編） - 草 蜢 - So Sad之禪院鐘聲寶蓮寺（編） - 草 蜢 - 失戀（皆因風月俏佳人）（編） - 草 蜢 - 火之界 - Rave Zone Verison（編） - 草 蜢 - 紅唇的吻之最後一吻（編） - 草 蜢 - Aeah Aeah Aeah ABC（編） - 草 蜢 - 三分鐘放縱（編） - 草 蜢 - A.E.I.O.U.（編） - 草 蜢 - 仍然能自己（編） | - 草 蜢 - 起舞吧（編） - 草 蜢 - 點解（編） - 草 蜢 - 再見Rainy Days（編） - 草 蜢 - 梨渦淺笑（編） - 湯寶如 - I Don't Care（編） - 甄楚倩 - 你真的可以忘記我嗎？（編） - 甄楚倩 - 唯有在晚上才能La La La La Li（編） - 劉德華 - 開心的馬騮（編） - 劉德華 - 獨自去偷歡（編） - 劉德華 - 一知半解（編） - 劉德華 - 愛人皇后（編） |

1993年
| | |
| - Girl Friends - 午夜刺激（曲、編、監） - Girl Friends - 不拖不欠（編、監） - Girl Friends - 彩色世界（監） - Girl Friends - 半晚放任（曲、編、監） - Girl Friends - 甜夢（監） - Girl Friends - 瀟灑（監） - Girl Friends - 又再想起你（監） - Girl Friends - 十三點（監） - Girl Friends - 胡不歸（曲、編、監） - Girl Friends - 往日情（監） | - 草 蜢 - 朋友（編） - 草 蜢 - 流行通訊（編） - 草 蜢 - 燃點你心（編） - 草 蜢 - 一秒轉機（編） - 軟硬天師 - 非常口（編） - 甄楚倩 - 想你就輕輕的哼La La La La Li（編） - 甄楚倩 - 真的可以嗎？（編） - 劉德華 - 現實是場夢（編） - 劉德華 - 神魂顛倒（編） |

1994年
| | |
| - Girl Friends - 錯愛（曲） - Girl Friends - 愛說過就好（曲） - Girl Friends - 愛我吧（曲） - 海俊傑 - 微風中（監） - 海俊傑 - 失足的感情（監） - 海俊傑 - 憤怒時速（曲、編、監） - 海俊傑 - See You（監） - 海俊傑 - 燃燒吧！青春（曲、編、監） - 海俊傑 - 夢裡人（監） - 海俊傑 - 灰色雨天（監） - 海俊傑 - 永遠的偶像（監） - 海俊傑 - 微風中（深秋的海）（監） - 海俊傑 - 裝甲拯救隊（曲） - 海俊傑、戴恩玲 - 一生的一生（監） | - 草 蜢 - 不可思議（曲、編） - 草 蜢 - 迷惑（編） - 草 蜢 - 愛的鼓勵（編） - 草 蜢 - 愛你到最後（編） - 草 蜢 - 絕對？（編） - 草 蜢 - 不可思議（Jungle Party Mix）（曲、編） - 郭富城 - 鐵幕誘惑（曲、編） - 郭富城 - 鐵幕誘惑（無限時空兵團remix）（曲、編） - 郭富城 - 名仕閣（曲、編） - 郭富城 - 是又怎樣?（曲、編） - 郭富城 - 望鄉（編） - 鄭秀文 - 急凍熱愛島（Remix）（編、監） - 鄭秀文 - 十誡（禁忌的遊戲）（編） - 鄭秀文 - 十誡（Indiana Jones Mix）（編、監） |

1995年
| | |
| - 邰正宵 - 步步高陞（編） - 邰正宵 - 步步高陞（Radio Remix）（編） - 邰正宵 - 步步高陞（Edit Version）（編） - 邰正宵 - OREA（編） - 草 蜢 - 搜神（曲、編） - 草 蜢 - 好壞（曲、編） - 草 蜢 - 嗲噢阿伊呀（編） - 草 蜢 - 不可思議朝聖版（曲、編） - 草 蜢 - 二佰七十六秒轉機（編） - 草 蜢 - 離不開浪漫的春天（編） - 草 蜢 - 再見狂風暴雨Rainy Days（編） - 草 蜢 - 二佰九十四秒轉機（編） - 草 蜢 - 嗲噢樂園（編） - 張智霖 - 一笑置之（曲、編） - 郭富城 - 失憶(諒解)備忘錄（曲、編） - 郭富城 - 失憶(諒解)備忘錄（國語版）（曲、編） - 郭富城 - 化裝舞會（曲、編、監） - 郭富城 - 化妝舞會新篇之阿飛派對（曲、編、監） - 郭富城 - 有些歲月不能忘（編） - 陳山聰 - 冰冷接觸（曲、編、監） - 陳山聰 - 重傷（監） - 陳山聰 - 虛虛假假（曲、編、監） | - 陳山聰 - 逃入你夢中（監） - 陳山聰 - 尺度（曲、編、監） - 陳山聰 - 愛是全意（監） - 陳山聰 - 當你戀愛（監） - 陳山聰 - 小情人（監） - 陳山聰 - 暖暖的每一天（曲、編、監） - 陳山聰 - 願意放棄所愛（監） - 陳 琪、鄭家麒、吳銘聰 - 地厚天高（曲） - 陳曉東 - 一次真愛追尋一百次（真愛版）（編） - 湯寶如 - 50/50（曲、編、監） - 湯寶如 - 自命風流（曲、監） - 湯寶如 - 這是人生（監） - 湯寶如 - 不尋常（監） - 湯寶如 - 春去夏來（曲、監） - 湯寶如 - 天生愛情狂（編） - 湯寶如 - 快趣實力派（曲、編） - 鄭秀文 - 願意不願意（編） - 鄭秀文 - 孤男寡女（曲、編、監） - 鄭秀文 - 奢侈（曲、編、監） - 鍾漢良 - OREA（編） - 寶麗金群星 - 鼓舞飛揚'95（編） - 譚詠麟 - 讓我們做得更好（曲） |

1996年
| | |
| - 王 菲 - Di-Dar（historical mix）（編） - 王 菲 - 誓言（Discovery Mix）（編） - 王 菲 - 夢遊（Universal Mix）（編） - 李蕙敏 - 魔術（曲） - 范曉萱 - 暈了（編） - 郭富城 - 感情的事（編） - 郭富城 - 鐵幕誘惑（無限時空兵團Remix）（曲、編） - 郭富城 - 失憶(諒解)備忘錄之大地搖滾Mix（曲、編） - 陳曉東 - 一次真愛追尋一百次（尼泊爾追尋一百次版）（編） - 湯寶如 - 糾纏（監） - 湯寶如 - 我敢（監） - 湯寶如 - 夜淒迷（監） - 湯寶如 - 下文（監） - 湯寶如 - 愛在突然間（監） | - 湯寶如 - 友情客串（監） - 湯寶如 - 細雪（曲、編、監） - 湯寶如 - 光天化日（編、監） - 湯寶如 - 我依然放不下（監） - 湯寶如 - 感冒（監） - 湯寶如 - 收放自如（監） - 湯寶如 - 我們的近況（監） - 湯寶如 - 不平等條約（編、監） - 湯寶如 - 愈是無情愈是愛（監） - 湯寶如 - 明日失蹤（曲、監） - 鄭秀文 - X派對（海市蜃樓 Mix）（編） - 鍾漢良 - 風吹汗涼（編） - 鍾漢良 - 親熱（編） - 鍾漢良 - 忘我境界（曲、編） |

1997年
| | |
| - 李克勤 - 傘兵（曲、編、監） - 李蕙敏 - Amanda Dance Medly（Part 2）（編） - 張智霖 - 黑色誘惑（編） - 郭富城 - 分享愛（曲、編、監） - 郭富城 - 愛的呼喚（曲、編、監） - 郭富城 - 有效日期（曲、編、監） - 郭富城 - 複製靈魂（曲、編、監） - 郭富城 - 是最好人生（監） - 郭富城 - 戰鼓（監） - 郭富城 - 我抱歉（監） - 郭富城 - 在懷念妳（還需勇氣）（監） - 郭富城 - 花（監） - 郭富城 - 心頭好（監） - 郭富城 - 生日禮物（監） - 郭富城 - 愛的呼喚（國）（曲、編、監） - 郭富城 - 分享愛 Remix（Santana Bom Bom Mix）（曲、編、監） - 郭富城 - 分享愛 Remix（Amazing Mix）（曲、編、監） - 郭富城 - 你是我心中最愛的人（監） - 郭富城 - 找自己愛的人（監） - 郭富城 - 浪人期望（編、監） - 郭富城 - 唱這歌（曲、編、監） | - 郭富城 - 戰場上的快樂聖誕（監） - 郭富城 - I Love You So 太愛妳（監） - 郭富城 - 神經（編、監） - 郭富城 - 好一對（監） - 郭富城 - 最深愛的人是妳（監） - 郭富城 - 嚮應（曲、編、監） - 郭富城 - 多得妳（監） - 郭富城 - 愛的發熱網（曲、編、監） - 郭富城 - 唱這歌（精彩新一代）（曲、編、監） - 郭富城 - I Love You So 太愛妳（國）（監） - 陳曉東 - 急凍心靈（曲、編、監） - 湯寶如 - 這裡是個天堂（曲、編、監） - 湯寶如 - 你我開始很美（監） - 湯寶如 - 像你（監） - 湯寶如 - 我沒有戀愛（監） - 湯寶如 - 記認（曲、監） - 湯寶如 - 天氣女郎（曲、編、監） - 湯寶如 - 應不應該（監） - 湯寶如 - 華麗緣（監） - 湯寶如 - 其後（監） |

1998年
| | |
| - T&T - 含淚的玫瑰（Rose Mix）（曲、編、監） - 張學友、葛民輝 - 老是一件令人回味的事（編） - 郭富城 - 心上有人（編） - 郭富城 - 驚變（曲、編） - 郭富城 - 驚變（國語版）（曲、編） - 郭富城 - 風裏密碼（曲、編） - 郭富城 - 戀愛態度1998（曲、編） - 郭富城 - 一變傾城（監） | - 郭富城 - 一變傾城（Celebration Mix）（監） - 郭富城 - 變臉（監） - 郭富城 - 大意（監） - 郭富城 -當年舊事（曲、編、監） - 郭富城 - 木偶襲地球（曲、編、監） - 謝凱珊 - 背山面海（曲、編、監） - 謝凱珊 - 你你得我（曲、編、監） |

1999年
| | |
| - 容祖兒 - 扮了解（編） - 郭富城 - 遊園驚夢（曲、編、監） - 郭富城 - Summer Aloha（監） - 郭富城 - 戀愛時間（監） - 郭富城 - 一舞訂情（監） - 郭富城 - 愛情基本法（曲、編、監） - 郭富城 - 遊園驚夢Remix（驚情篇）（曲、編、監） - 郭富城 - 一晚（監） - 郭富城 - 愛下去（監） - 郭富城 - 未了解（監） - 郭富城 - 完全是妳（監） - 郭富城 - 遊園驚夢（國語版）（曲、監） | - 郭富城 - 渴望無限 Ask For More（編、監） - 郭富城 - 只有妳（傾情篇）（監） - 郭富城 - 我走了（監） - 郭富城 - 忘記你忘記了我（監） - 郭富城 - 只有妳（傾訴篇）（監） - 郭富城 - 我的問題你沒回答（監） - 郭富城 - 渴望無限 Ask For More（Dedicated Oriental Mix）（監） - 葉佩雯 - Boom Ba La（曲、編、監） - 葉佩雯 - 末世上演（曲、編、監） - 劉德華 - 天人水（編） - 劉德華 - 預謀（編） |

2000年
| | |
| - 李思捷 - 潮流特區（曲） - 李思捷 - 新春笑呵呵（曲） - 李思捷 - Cyber Love 2000（曲） - 李思捷 - 愛Dick呼喚（曲） - 李思捷 - 潮流特區（Trance Version）（曲） - 郭富城 - 地獄天堂（戀愛態度2002）（曲、編、監） - 郭富城 - 著迷（編、監） - 郭富城 - 戀自由（曲、編、監） | - 葉佩雯 - 派（監） - 葉佩雯 - 我不相信（監） - 葉佩雯 - 折磨（監） - 葉佩雯 - 夢失控（監） - 葉佩雯 - 甚麼關係？（監） - 葉佩雯 - 勁舞Dancing Queen（編、監） - 葉佩雯 - 我好嗎?（編） |

2001年
| |                                                                         |
| - 張衛健 - 世界真細小（編） - 郭富城 - 成田空港（編） - 郭富城 - 情人跳舞（曲、編） - 郭富城 - 越愛越好（編） | - 麥健才 - 搭訕（編） - 蘇有朋 - 出口（監） - 蘇有朋 - 三個人流淚（監） |

2002年
|                                                   |                               |
| - 郭富城 - 地獄天堂（曲、編） - 蘇有朋 - 愛（編） | - 蘇有朋 - 快樂主義（曲、編） |

2003年
| | |
| - 梅艷芳 - 做我的（編） - 郭富城 - 錯愛的呼喚（曲） - 郭富城 - 心經（編、監） - 蔡一傑 - 沉淪末世（曲、編） | - 蔡一傑 - 有點邪（編） - 蔡一傑 - 及時行樂（House Mix）（編） - 蔡一傑 - 及時行樂（Deep Progressive Mix）（編） |

2004年
|                              |  |
| - 麥健才 - Online Game（編） |  |

2005年
|                                                                                      |                                                                 |
| - 中北英皇文化音樂家族 - 中國電影歌曲串燒（監） - 郭富城 - I Am Aaron Kwok（編、監） | - 郭富城 - 富城主義（編、監） - 麥健才 - 拉闊辛聲（曲、編、監） |

2006年
| | |
| - 李克勤 - Winning11Mix（編） - 李克勤 - Victory（Pumping Mix）（編） - 李克勤 - 球迷奇遇記（Hard House Mix）（編） - 李克勤 - 我著十號（The Nutcracker Suite Mix）（編） - 鄭希怡 - 游斯天娜（編） - 鄭希怡 - 快樂天使（曲、編） - 鄭希怡 - Up and Down（編） - 鄭希怡 - 大富翁（編） - 鄭希怡 - 上海娃娃（編） - 郭芯其 - 潮流輕（曲） - 郭芯其 - 蛋白質情人（編） - 郭芯其 - 愛是個假設（監） - 郭芯其 - 學會飛（監） | - 郭芯其 - 你太專一（曲、編、監） - 郭芯其 - 浪漫探險（《潮流輕》國語版）（曲、編、監） - 郭芯其 - Can You Hear Me（《你太專一》國語版）（曲、編、監） - 郭芯其 - 冰火（《冰點》國語版）（監） - 郭芯其 - 七分之一的愛情（《蛋白質情人》國語版）（編、監） - 關心妍 - 蟬（編） - 關心妍 - 讚（編） - 星座小王子 - 幸福獨賣 心靈（編） - 郭富城 - 敬啟者之愛是全奉獻（曲） |

2007年
| | |
| - Twins、草 蜢 - 紅噹噹飛吻（曲、編） - 草 蜢 - 紅噹噹飛吻（Grasshopper Version）（曲、編） - 草 蜢 - No More • No War • So Boss（編） - 郭富城 - 活得好（曲、編、監） - 郭富城 - 活得好（國語版）（曲、編、監） - 郭富城 - 可能不能（曲、監） | - 麥健才 - 兜圈（監） - 麥健才 - 不再提起（監） - 麥健才 - 賭注（監） - 鄭希怡 - 上海娃娃（編） - 關心妍 - 童話太美（編） |

2008年
| |  |
| - 彭紀諺 - 給嬤嬤（編） - 彭紀諺 - 升空的潛水鐘（編） - 彭紀諺 - 你是我的蝴蝶（編） - 彭紀諺 - 給你（編） |  |

2009年
| | |
| - 邵偉軒 - 極速傳說（編） - 草 蜢 - 歷久常新（Intro Music）（編） - 草 蜢 - 感覺真好（曲、編） - 謝依穎 - 單人舞會（編、監） - 謝依穎 - 唱反那調兒（編、監） | - 謝依穎 - Enya's Holiday（曲、編、監） - 謝依穎 - 獨舞（編、監） - 謝依穎 - 有甚麼不可以做（編、監） - 謝依穎 - Dance Medley（曲、編、監） |

2010年
|                           |                       |
| - 郭富城 - 忘了怎麼（監） | - 郭富城 - 忘了（監） |

2011年
|                                    |  |
| - Lacee Lacey - 秒殺（曲、編、監） |  |

2012年
|                                                                               |                                                                                 |
| - Super Girls - 超女時代（曲、編、監） - Super Girls - 放過我吧（曲、編、監） | - Super Girls - 超女時代（Remix）（曲） - Super Girls - 放過我吧（Remix）（曲） |

2013年
|                                        |  |
| - Super Girls - 迷失東京（曲、編、監） |  |

2014年
|                                   |  |
| - 郭富城 - 青春敢想（曲、編、監） |  |

2015年
|                             |  |
| - 郭富城 - 不老的情歌（監） |  |

2016年
| | |
| - 草 蜢 - 散播快樂散播愛 - 郭富城 - 舞士精神（編、監） - 蔡立兒 - 青春常駐（監） - 蔡立兒 - 原來他不夠愛我（監） - 蔡立兒 - 白天不懂夜的黑（監） - 蔡立兒 - 堆積情感（監） - 蔡立兒 - 早晨（監） - 蔡立兒 - 分手總約在雨天（監） - 蔡立兒 - 絕戀（監） - 蔡立兒 - 長伴千世紀（監） - 蔡立兒 - 說一句（監） | - 蔡立兒 - 直至消失天與地（監） - 黎瑞恩 - 身外情（監） - 黎瑞恩 - 幸福摩天輪（監） - 黎瑞恩 - 逾越生死（監） - 黎瑞恩 - 城裡的月光（監） - 黎瑞恩 - 今生不再（監） - 黎瑞恩 - 舊街角（監） - 黎瑞恩 - 回眸一笑（監） - 黎瑞恩 - 祝英台（監） - 黎瑞恩 - 假使有日能忘記（監） - 黎瑞恩 - 陌上歸人（監） |

2018年
|                                 |  |
| - 黎瑞恩 - 大個唱（曲、編、監） |  |

2019年
|                                                       |  |
| - 阮兆祥 - 大夢想家（監） - 英華小學 - 全因為您（編） |  |

2020年
|                           |  |
| - 李施嬅 - 相愛萬年（監） |  |

2021年
|                           |  |
| - 王馨平 - 無奈那天（監） |  |

## 監製唱片
- 1992年 草蜢 - grasshopper限時忘情remix
- 1993年 Girl Friends - 瀟灑
- 1994年 郭富城 - 鐵幕誘惑
- 1994年 Girl Friends - 錯愛
- 1995年 郭富城 - 妳是我的一切
- 1995年 湯寶如 - 劇情需要
- 1995年 鄭秀文 - 捨不得你
- 1996年 郭富城 - 備忘錄
- 1996年 郭富城 - 金曲備忘錄精選歌集
- 1996年 陳山聰 - 愛是全意
- 1996年 湯寶如 - 收放自如
- 1996年 湯寶如 - 我敢
- 1997年 湯寶如 - 開始很美
- 1997年 郭富城 - 唱這歌
- 1997年 郭富城 - 愛的呼喚
- 1997年 郭富烤 - 愛定妳
- 1998年 郭富城 - 風裏密碼
- 1998年 郭富城 - 一變傾城
- 1999年 郭富城 - 遊園驚夢
- 1999年 郭富城 - 渴望無限 Ask For More
- 2000年 葉佩雯 - Amazing
- 2006年 郭芯其 -  Rammie Guo
- 2016年 黎瑞恩 - 感恩
- 2016年 蔡立兒 - 響。I Am Here
- 2018年 黎瑞恩 - V Touch 感動

## 其他音樂製作項目
電腦排序
- 1992年 梅艷芳 - The Legend of the Pop Queen（與David Ling Jr.、Patrick Delay及陳澤忠合作）

電影配樂
- 1996年 《4面夏娃》（與陳家樂、雷頌德以及劉以達合作）
- 2007年 《甜心粉絲王》

電影編曲
- 2000年 《愛情敏感地帶》

## 參與節目
- 1981年 歡樂今宵「似模似樣模仿大賽」（模仿陳百強）
- 2022年 聲夢傳奇2
- 2022年 聲夢傳奇2海外踢館賽

## 外部連結
- 香港電台第二台《守下留情》譚國政訪問（4）